# Чемпионат мира по футболу 1950
Чемпиона́т ми́ра по футбо́лу 1950 (исп. Copa Mundial de Fútbol de 1950, англ. 1950 FIFA World Cup) — 4-й чемпионат мира по футболу. Проводился с 24 июня по 16 июля 1950 года на полях Бразилии.
Это был первый Кубок мира с 1938 года (планируемые в 1942 и 1946 годах соревнования не состоялись из-за Второй мировой войны). 
Его выиграла сборная Уругвая, повторив тем самым свой результат, показанный на чемпионате мира 1930, за счёт победы над хозяевами — сборной Бразилии — 2:1 в решающем матче в группе, состоящей из четырёх команд. Это был единственный турнир, в котором чемпион и призёры определялись по круговой системе. Это был также первый турнир, где трофей был назван как Трофей Жюля Риме, чтобы отметить 25-летие Риме в качестве президента ФИФА.

## Выбор места проведения
Последний чемпионат мира состоялся в 1938 году во Франции. Запланированные чемпионаты мира 1942 и 1946 годов впоследствии были отменены из-за Второй мировой войны. 
После войны ФИФА стремилась как можно скорее возродить соревнование и начало строить планы на проведение очередного турнира мирового первенства по футболу. После войны большая часть мира лежала в руинах. В результате у ФИФА возник ряд трудностей с поиском страны, заинтересованной в проведении турнира, поскольку многие правительства посчитали приоритетом направлять скудные средства на более неотложные задачи (восстановление экономики и прежнего уклада жизни), чем на организацию спортивных мероприятий.
Помимо этих нюансов, чемпионат мира мог не состояться также из-за явного отсутствия интереса со стороны международного сообщества, пока на 25-м конгрессе ФИФА 1946 года в Люксембурге, Бразилия не предложила свою заявку провести соревнование при условии, что турнир состоится в 1949 году (позже турнир был перенесён на 1950 год). Кроме того, до начала Второй мировой войны Бразилия и Германия считались главными претендентами на проведение отменённого чемпионата мира 1942 года, поскольку ранее в Европе уже проводились мировые футбольные первенства 1934 и 1938 годов. Историки футбола в целом выражали согласие с тем, что чемпионат мира 1942 года, скорее всего, стоило провести в одной из спокойных стран Южной Америки, которые также проявляли свою заинтересованность в этом вопросе. Новая заявка Бразилии была очень похожа на заявку 1942 года и была единогласно принята конгрессом.

## Участники
Право участвовать в чемпионате мира получили 16 команд:
Европа:
- Англия
- Испания
- Италия — чемпионы мира, автоматически попали в финальный турнир
- Турция
- Швейцария
- Швеция
- Шотландия
- Югославия

Южная Америка:
- Боливия
- Бразилия — организаторы чемпионата, автоматически попали в финальный турнир
- Парагвай
- Уругвай
- Чили

Северная Америка:
- Мексика
- США

Азия:
- Индия

Турция и Шотландия отказались от участия ещё до жеребьёвки. Освободившиеся места ФИФА предлагала Португалии и Франции; Португалия отказалась, Франция приняла приглашение. После жеребьёвки Франция отказалась от участия, как и сборная Индии. В итоге в чемпионате, как и в 1930 году, участвовали всего 13 команд — наименьшее число в истории. Составы групп менять не стали.
Впервые приняла участие в чемпионате мира сборная Англии.

## Отборочный турнир

### Автоматически квалифицировавшиеся
Помимо хозяев турнира, на чемпионат мира автоматически отобралась Италия, которая выигрывала чемпионаты в 1934 и 1938 годах. За год до турнира в Италии случилась трагедия: разбился самолёт с игроками клуба «Торино», составлявшими костяк сборной. Несмотря на это, Италия не снялась с чемпионата, однако игроки до Бразилии добирались на корабле.
Оставшиеся 14 мест были распределены изначально следующим образом: семь команд Европы, шесть из Северной и Южной Америк и одна из Азии.

### Не допущенные к квалификации
Сборные Германии и Японии не были допущены к квалификации в качестве наказания за развязывание этими странами Второй мировой войны. Италия и Австрия избежали этих санкций: итальянцы как чемпионы мира уже попали на турнир (см. выше), а Австрию допустили к квалификации. В отборочном турнире не участвовали также сборная Саара (она была принята в ФИФА за две недели до начала чемпионата мира) и сборная ГДР (футбольной ассоциации в Восточной Германии ещё тогда не было).

### Британские сборные

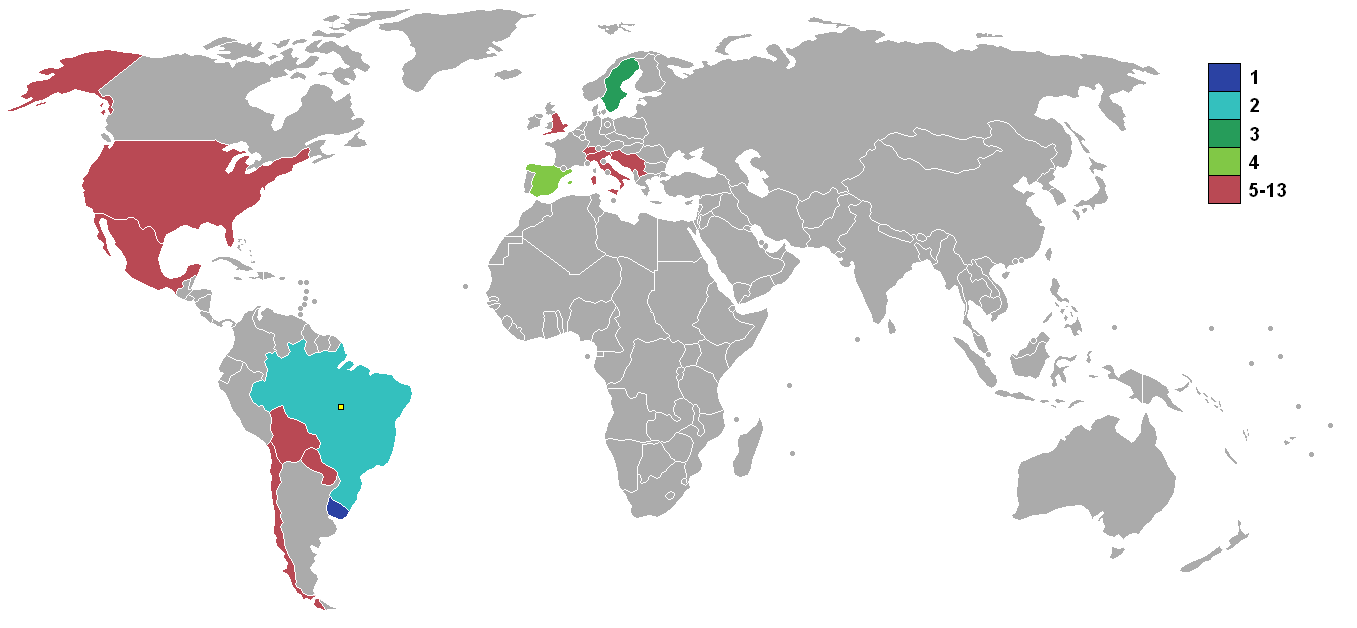
Участники финальной части и их результаты

Сборные с Британских островов приняли приглашение на чемпионат мира впервые за долгие годы. Для выбора команд-участниц состоялся Домашний чемпионат по групповому принципу, две лучшие команды на котором попадали в финальную часть. В итоге заветные путёвки получили Англия как победитель и Шотландия как второй призёр.

### Снявшиеся с турнира до квалификации
Большая часть команд отклонила предложение об участии в турнире из-за финансовых проблем. Среди отказавшихся от участия были Китай, СССР, Болгария, Венгрия, Греция, а также Чехословакия. В списке отказавшихся также числились Исландия, Польша, Румыния (оба участники чемпионата мира 1938 года) и Албания. В качестве причин указывалась необходимость восстановления разрушенного войной хозяйства в каждой стране. Таким образом, из всех стран социалистического лагеря в отборочном турнире играла только Югославия, впоследствии получившая путевку на чемпионат мира.

### Снявшиеся по ходу квалификации
В Южной Америке снялись с соревнований команды Аргентины, Эквадора и Перу: Аргентина ещё умудрилась и устроить скандал с Бразилией. Таким образом, оставшиеся команды — Чили, Боливия, Парагвай и Уругвай — автоматически вышли в финальную часть. В Азии отказались играть команды Филиппин, Индонезии и Бирмы, что позволило Индии выйти в финальную часть без игр. В Европе отказались играть Австрия и Бельгия, опасаясь разгрома в отборочном турнире, и в итоге в финальную часть без игр вышли Швейцария и Турция. Финляндия, несмотря на то, что она выступала на стороне нацистской Германии с 1941 по 1944 год, была допущена к квалификации, но снялась до её завершения и ФИФА объявила результаты матчей товарищескими.

### Снявшиеся по окончании отборочного турнира
Однако отказы сборных не прекратились. В Шотландии руководство футбольной ассоциации пригрозило не пустить сборную в финальную часть, если та не выиграет Домашний чемпионат, хотя регламент позволял выйти в финальную часть и со второго места. Это вызвало возмущение капитанов шотландской и английской сборной — Джорджа Янга и Билли Райта, которые требовали от руководства Шотландской футбольной ассоциации отменить это решение. Однако чиновники были непреклонны, и Шотландия снялась с турнира.
Вышедшая в финальную часть сборная Турции по финансовым причинам (в том числе из-за стоимости перелёта в Южную Америку) отказалась от участия. ФИФА предложил занять места Шотландии и Турции командам Португалии и Франции, но приглашение приняли только французы.

### Снявшиеся после жеребьёвки
Жеребьёвка турнира прошла 22 мая 1950 года в Рио-де-Жанейро, распределив команды по четырём группам:
- Группа 1: Бразилия, Мексика, Швейцария, Югославия
- Группа 2: Англия, Чили, Испания, США
- Группа 3: Италия, Индия, Парагвай, Швеция
- Группа 4: Уругвай, Боливия, Франция

С турнира после жеребьёвки снялась Индия, официально мотивировав это большими затратами на перелёт (несмотря на то, что большая часть расходов покрывалась ФИФА), недостатками опыта и недооценкой турнира (по тем временам Олимпийские игры носили более высокий статус). Однако настоящая причина была в том, что в 1948 году на Олимпиаде в Лондоне ФИФА утвердила правило, запрещающее играть босиком, а на Олимпиаде индийская сборная так и играла. Сам капитан индийской сборной Шайлен Манна отвергал подобные версии и заявлял, что сборная действительно не могла играть на чемпионате мира из-за финансовых проблем. Примеру Индии последовала Франция, сославшись на большие расстояния между городами, где должны были проводиться ее матчи, что сократило список участников до 13 команд.

### Статистика выступлений
Дебютантом на турнире выступила только сборная Англии. Впервые с 1930 года на турнире играла команда Югославии, также впервые с 1930 года выступали команды из Центральной и Северной Америки. А вот для США и Боливии этот турнир стал последним перед огромным перерывом: США вернулись на чемпионаты мира только в 1990 году, а боливийцы и вовсе в 1994 году.

## Города и стадионы
| Рио-де-Жанейро, Федеральный округ                                     | Сан-Паулу, штат Сан-Паулу       | Белу-Оризонти, штат Минас-Жерайс |
| --------------------------------------------------------------------- | ------------------------------- | -------------------------------- |
| Маракана                                                              | Пакаэмбу                        | Сети-ди-Сетембру                 |
| 22°54′43″ ю. ш. 43°13′48″ з. д.                                       | 23°32′55″ ю. ш. 46°39′54″ з. д. | 19°54′30″ ю. ш. 43°55′04″ з. д.  |
| Вместимость: 200 000                                                  | Вместимость: 60 000             | Вместимость: 30 000              |
|                                                                       |                                 |                                  |
| Рио-де-Жанейро Сан-Паулу Белу-Оризонти Куритиба · Порту-Алегри Ресифи |                                 |                                  |
| Порту-Алегри, штат Риу-Гранди-ду-Сул                                  | Ресифи, штат Пернамбуку         | Куритиба, штат Парана            |
| Дос Эукалиптус                                                        | Илья-ду-Ретиру                  | Вила Капанема                    |
| 30°03′42″ ю. ш. 51°13′38″ з. д.                                       | 8°03′46″ ю. ш. 34°54′10″ з. д.  | 25°26′22″ ю. ш. 49°15′21″ з. д.  |
| Вместимость: 20 000                                                   | Вместимость: 20 000             | Вместимость: 10 000              |
|                                                                       |                                 |                                  |

## Первый раунд

### Группа 1
| Поз | Команда   | И | В | Н | П | МЗ | МП | РМ | О | Квалификация            |
| --- | --------- | - | - | - | - | -- | -- | -- | - | ----------------------- |
| 1   | Бразилия  | 3 | 2 | 1 | 0 | 8  | 2  | +6 | 5 | Выход в финальный раунд |
| 2   | Югославия | 3 | 2 | 0 | 1 | 7  | 3  | +4 | 4 |                         |
| 3   | Швейцария | 3 | 1 | 1 | 1 | 4  | 6  | −2 | 3 |                         |
| 4   | Мексика   | 3 | 0 | 0 | 3 | 2  | 10 | −8 | 0 |                         |

| Бразилия                                   | 4:0     | Мексика |
| ------------------------------------------ | ------- | ------- |
| - Адемир 30′ 79′ - Жаир 65′ - Балтазар 71′ | (отчёт) |         |

| Югославия                                 | 3:0     | Швейцария |
| ----------------------------------------- | ------- | --------- |
| - Митич 59′ - Томашевич 70′ - Огнянов 84′ | (отчёт) |           |

| Бразилия                    | 2:2     | Швейцария      |
| --------------------------- | ------- | -------------- |
| - Алфредо 3′ - Балтазар 32′ | (отчёт) | Фаттон 17′ 88′ |

| Югославия                                          | 4:1     | Мексика          |
| -------------------------------------------------- | ------- | ---------------- |
| - Бобек 20′ - Ж. Чайковски 23′ 51′ - Томашевич 81′ | (отчёт) | Ортис 89′ (пен.) |

| Бразилия                  | 2:0     | Югославия |
| ------------------------- | ------- | --------- |
| - Адемир 4′ - Зизиньо 69′ | (отчёт) |           |

| Швейцария                 | 2:1     | Мексика     |
| ------------------------- | ------- | ----------- |
| - Бадер 10′ - Антенен 44′ | (отчёт) | Касарин 89′ |

### Группа 2
| Поз | Команда | И | В | Н | П | МЗ | МП | РМ | О | Квалификация            |
| --- | ------- | - | - | - | - | -- | -- | -- | - | ----------------------- |
| 1   | Испания | 3 | 3 | 0 | 0 | 6  | 1  | +5 | 6 | Выход в финальный раунд |
| 2   | Англия  | 3 | 1 | 0 | 2 | 2  | 2  | 0  | 2 |                         |
| 3   | Чили    | 3 | 1 | 0 | 2 | 5  | 6  | −1 | 2 |                         |
| 4   | США     | 3 | 1 | 0 | 2 | 4  | 8  | −4 | 2 |                         |

| Англия                        | 2:0     | Чили |
| ----------------------------- | ------- | ---- |
| - Мортенсен 39′ - Мэннион 51′ | (отчёт) |      |

| Испания                             | 3:1     | США         |
| ----------------------------------- | ------- | ----------- |
| - Игоа 81′ - Басора 83′ - Сарра 89′ | (отчёт) | Париани 17′ |

| Испания                  | 2:0     | Чили |
| ------------------------ | ------- | ---- |
| - Басора 17′ - Сарра 30′ | (отчёт) |      |

| США         | 1:0     | Англия |
| ----------- | ------- | ------ |
| Гатьенс 38′ | (отчёт) |        |

| Испания   | 1:0     | Англия |
| --------- | ------- | ------ |
| Сарра 48′ | (отчёт) |        |

| Чили                                                      | 5:2     | США                            |
| --------------------------------------------------------- | ------- | ------------------------------ |
| - Робледо 16′ - Кремаски 32′ 60′ - Прието 54′ - Риера 82′ | (отчёт) | - Уоллас 47′ - Мака 48′ (пен.) |

### Группа 3
| Поз | Команда  | И | В | Н | П | МЗ | МП | РМ | О | Квалификация            |
| --- | -------- | - | - | - | - | -- | -- | -- | - | ----------------------- |
| 1   | Швеция   | 2 | 1 | 1 | 0 | 5  | 4  | +1 | 3 | Выход в финальный раунд |
| 2   | Италия   | 2 | 1 | 0 | 1 | 4  | 3  | +1 | 2 |                         |
| 3   | Парагвай | 2 | 0 | 1 | 1 | 2  | 4  | −2 | 1 |                         |

 Индия также попала в группу 3, но снялась с турнира.
| Швеция                            | 3:2     | Италия                            |
| --------------------------------- | ------- | --------------------------------- |
| - Йеппсон 25′ 69′ - Андерссон 34′ | (отчёт) | - Карапеллезе 7′ - Муччинелли 78′ |

| Швеция                        | 2:2     | Парагвай                       |
| ----------------------------- | ------- | ------------------------------ |
| - Сундквист 17′ - Пальмер 26′ | (отчёт) | - Лопес 35′ - Лопес Фретес 74′ |

| Италия                              | 2:0     | Парагвай |
| ----------------------------------- | ------- | -------- |
| - Карапеллезе 12′ - Пандольфини 63′ | (отчёт) |          |

### Группа 4
| Поз | Команда | И | В | Н | П | МЗ | МП | РМ | О | Квалификация            |
| --- | ------- | - | - | - | - | -- | -- | -- | - | ----------------------- |
| 1   | Уругвай | 1 | 1 | 0 | 0 | 8  | 0  | +8 | 2 | Выход в финальный раунд |
| 2   | Боливия | 1 | 0 | 0 | 1 | 0  | 8  | −8 | 0 |                         |

 Франция также попала в группу 4, но снялась с турнира.
| Уругвай                                                                      | 8:0     | Боливия |
| ---------------------------------------------------------------------------- | ------- | ------- |
| - Мигес 14′ 40′ 51′ - Видаль 18′ - Скьяффино 23′ 54′ - Перес 83′ - Гиджа 87′ | (отчёт) |         |

## Финальный раунд
| Поз | Команда     | И | В | Н | П | МЗ | МП | РМ  | О | Итоговый результат |
| --- | ----------- | - | - | - | - | -- | -- | --- | - | ------------------ |
| 1   | Уругвай (Ч) | 3 | 2 | 1 | 0 | 7  | 5  | +2  | 5 | Чемпион            |
| 2   | Бразилия    | 3 | 2 | 0 | 1 | 14 | 4  | +10 | 4 |                    |
| 3   | Швеция      | 3 | 1 | 0 | 2 | 6  | 11 | −5  | 2 |                    |
| 4   | Испания     | 3 | 0 | 1 | 2 | 4  | 11 | −7  | 1 |                    |

| Уругвай                  | 2:2     | Испания        |
| ------------------------ | ------- | -------------- |
| - Гиджа 29′ - Варела 73′ | (отчёт) | Басора 37′ 39′ |

| Бразилия                                             | 7:1     | Швеция               |
| ---------------------------------------------------- | ------- | -------------------- |
| - Адемир 17′ 36′ 52′ 58′ - Шико 39′ 88′ - Манека 85′ | (отчёт) | Андерссон 67′ (пен.) |

| Бразилия                                                 | 6:1     | Испания  |
| -------------------------------------------------------- | ------- | -------- |
| - Адемир 15′ 57′ - Жаир 21′ - Шико 31′ 55′ - Зизиньо 67′ | (отчёт) | Игоа 71′ |

| Уругвай                     | 3:2     | Швеция                       |
| --------------------------- | ------- | ---------------------------- |
| - Гиджа 39′ - Мигес 77′ 85′ | (отчёт) | - Пальмер 5′ - Сундквист 40′ |

| Швеция                                       | 3:1     | Испания   |
| -------------------------------------------- | ------- | --------- |
| - Сундквист 15′ - Мельберг 33′ - Пальмер 80′ | (отчёт) | Сарра 82′ |

| Уругвай                     | 2:1     | Бразилия   |
| --------------------------- | ------- | ---------- |
| - Скьяффино 66′ - Гиджа 79′ | (отчёт) | Фриаса 47′ |

## Память о чемпионате
- Решающий матч Бразилия — Уругвай с формальной точки зрения не был финалом, но, тем не менее, по многолетней традиции ставится в один статистический ряд с остальными финальными матчами ЧМ.
- В Уругвае 16 июля (день решающей победы над Бразилией) был объявлен национальным праздником, который с тех пор отмечают ежегодно[13].
- После поражения от уругвайцев сборная Бразилии навсегда отказалась от традиционных на тот момент цветов (белые футболки с синим воротником, белые трусы и гетры) и с тех пор выступает в форме цветов национального флага (желтые футболки с зеленым воротником, синие трусы, белые гетры).
- В 2005 году вышел художественный фильм «Игра их жизней» о выступлении сборной США по футболу на чемпионате мира 1950 года — в частности, о легендарной победе 1:0 над сборной Англии — и о жизни игроков и тренеров той команды. Фильм снят по одноимённой книге Джеффри Дугласа.
- Фильм «Пеле: Рождение легенды».

## Бомбардиры
| 9 голов - Адемир 5 голов - Оскар Мигес 4 гола - Шико - Эстанислао Басора - Тельмо Сарра - Альсидес Эдгардо Гиджа 3 гола - Карл-Эрик Пальмер - Стиг Сундквист - Хуан Альберто Скьяффино 2 гола - Балтазар - Жаир - Зизиньо - Сильвестре Игоа - Риккардо Карапеллезе - Атилио Кремаски - Жак Фаттон - Суне Андерссон (1 пен.) - Ханс Йеппсон - Желько Чайковски - Коста Томашевич | 1 гол - Стэн Мортенсен - Уилф Мэннион - Алфредо - Фриаса - Манека - Эрмес Муччинелли - Эджисто Пандольфини - Орасио Касарин - Эктор Ортис (пен.) - Атилио Лопес - Сесар Лопес Фретес - Джо Гатьенс - Фрэнк Уоллес - Джо Мака - Джино Париани - Эрнесто Видаль - Обдулио Варела - Хулио Перес - Андрес Прието - Фернандо Риера - Хорхе Робледо - Рене Бадер - Шарль Антенен - Брор Мельберг - Степан Бобек - Тихомир Огнянов - Райко Митич Автогол - Хосе Парра (в матче со сборной Бразилии) |